# Liste der Baudenkmale in Stadt Hornburg
In der Liste der Baudenkmale in Stadt Hornburg sind alle Baudenkmale des Ortsteils Stadt Hornburg der niedersächsischen Gemeinde Schladen-Werla aufgelistet. Die Quelle der Baudenkmale ist der Denkmalatlas Niedersachsen. Der Stand der Liste ist der 20. Juni 2022.

## Baudenkmalgruppe Altstadt Hornburg
| Lage | Bezeichnung                        | Beschreibung | ID       | Bild |
| --- | ---------------------------------- | ------------ | -------- | --- |
| Am Teich; Asseburger Straße; Brauerwinkel; Burggraben; Dammstraße; Friedrich-Ebert-Platz; Hagenstraße; Heinrich-Bährmann-Straße; Hinter der Mariengasse; Knick; Mariengasse; Marktstraße; Montelabbateplatz; Neue Straße; Pfarrhofsgasse; Pfarrhofstraße; Pfarrhofswinkel; Schloßbergstraße; Unterpfarrwinkel; Vor dem Braunschweiger Tor 1; Vor dem Vorwerkstor 2; Vorwerk; Vorwerkswinkel; Wasserstraße; Zissickenwinkel 52° 1′ 47″ N, 10° 36′ 19″ O | Baudenkmalgruppe Altstadt Hornburg |              | 33967356 | [[Vorlage:Bilderwunsch/code!/C:52.029729,10.605344!/D:Am Teich; Asseburger Straße; Brauerwinkel; Burggraben; Dammstraße; Friedrich-Ebert-Platz; Hagenstraße; Heinrich-Bährmann-Straße; Hinter der Mariengasse; Knick; Mariengasse; Marktstraße; Montelabbateplatz; Neue Straße; Pfarrhofsgasse; Pfarrhofstraße; Pfarrhofswinkel; Schloßbergstraße; Unterpfarrwinkel; Vor dem Braunschweiger Tor 1; Vor dem Vorwerkstor 2; Vorwerk; Vorwerkswinkel; Wasserstraße; Zissickenwinkel, Baudenkmalgruppe Altstadt Hornburg!/\|BW]] |

### Am Teich
| Lage                                 | Bezeichnung                                        | Beschreibung | ID       | Bild |
| ------------------------------------ | -------------------------------------------------- | ------------ | -------- | ---- |
| Am Teich 52° 1′ 56″ N, 10° 36′ 15″ O | Wallanlage zwischen Dammtor und Braunschweiger Tor |              | 33978236 | BW   |

### Asseburger Straße
| Lage                                            | Bezeichnung     | Beschreibung | ID       | Bild           |
| ----------------------------------------------- | --------------- | ------------ | -------- | -------------- |
| Asseburger Straße 1 52° 1′ 43″ N, 10° 36′ 21″ O | Wohnhaus        |              | 33968939 | Weitere Bilder |
| Asseburger Straße 1 52° 1′ 42″ N, 10° 36′ 21″ O | Speichergebäude |              | 33978556 | BW             |
| Asseburger Straße 2 52° 1′ 43″ N, 10° 36′ 20″ O | Wirtschaftsteil |              | 33968915 |                |
| Asseburger Straße 2 52° 1′ 43″ N, 10° 36′ 21″ O | Wohnhaus        |              | 33968962 | BW             |
| Asseburger Straße 3 52° 1′ 43″ N, 10° 36′ 21″ O | Wohnhaus        |              | 33968985 | Weitere Bilder |
| Asseburger Straße 5 52° 1′ 43″ N, 10° 36′ 21″ O | Wohnhaus        |              | 33969029 | Weitere Bilder |

### Brauerwinkel
| Lage                                       | Bezeichnung       | Beschreibung                               | ID       | Bild |
| ------------------------------------------ | ----------------- | ------------------------------------------ | -------- | ---- |
| Brauerwinkel 1 52° 1′ 50″ N, 10° 36′ 16″ O | Wohnhaus          |                                            | 33969095 | BW   |
| Brauerwinkel 2 52° 1′ 51″ N, 10° 36′ 17″ O | Brauhaus          |                                            | 33969117 | BW   |
| Brauerwinkel 2 52° 1′ 51″ N, 10° 36′ 17″ O | Nebengebäude      | die drei den Hof begrenzenden Nebengebäude | 33979289 | BW   |
| Brauerwinkel 52° 1′ 50″ N, 10° 36′ 17″ O   | ehemalige Scheune |                                            | 33969140 | BW   |

### Burggraben
| Lage                                      | Bezeichnung     | Beschreibung | ID       | Bild |
| ----------------------------------------- | --------------- | ------------ | -------- | ---- |
| Burggraben 1 52° 1′ 45″ N, 10° 36′ 22″ O  | Wohnhaus        |              | 33969508 | BW   |
| Burggraben 7 52° 1′ 43″ N, 10° 36′ 25″ O  | Biedermeierhaus |              | 33969530 | BW   |
| Burggraben 9 52° 1′ 43″ N, 10° 36′ 25″ O  | Wohnhaus        |              | 33969553 | BW   |
| Burggraben 9 52° 1′ 43″ N, 10° 36′ 25″ O  | Anbau           |              | 33981069 | BW   |
| Burggraben 11 52° 1′ 43″ N, 10° 36′ 26″ O | Wohnhaus        |              | 33969576 | BW   |
| Burggraben 11 52° 1′ 43″ N, 10° 36′ 26″ O | Anbau           |              | 33981230 | BW   |

### Dammstraße
| Lage                                      | Bezeichnung                 | Beschreibung | ID       | Bild           |
| ----------------------------------------- | --------------------------- | ------------ | -------- | -------------- |
| Dammstraße 1 52° 1′ 53″ N, 10° 36′ 18″ O  | Wohnhaus                    |              | 33969599 | Weitere Bilder |
| Dammstraße 2 52° 1′ 53″ N, 10° 36′ 19″ O  | Wohn- und Geschäftshaus     |              | 33969621 |                |
| Dammstraße 3 52° 1′ 53″ N, 10° 36′ 17″ O  | Wohnhaus                    |              | 33969643 |                |
| Dammstraße 4 52° 1′ 54″ N, 10° 36′ 17″ O  | Brauhaus                    |              | 33969665 | Weitere Bilder |
| Dammstraße 4 52° 1′ 55″ N, 10° 36′ 17″ O  | Werkhalle                   |              | 33978459 | BW             |
| Dammstraße 5 52° 1′ 53″ N, 10° 36′ 16″ O  | Wohnhaus                    |              | 33969689 |                |
| Dammstraße 6 52° 1′ 53″ N, 10° 36′ 17″ O  | Wohnhaus                    |              | 33969711 | Weitere Bilder |
| Dammstraße 6 52° 1′ 54″ N, 10° 36′ 17″ O  | Brauhaus                    |              | 33969733 | BW             |
| Dammstraße 7 52° 1′ 52″ N, 10° 36′ 15″ O  | Rühesches Haus              |              | 33969756 | Weitere Bilder |
| Dammstraße 7a 52° 1′ 52″ N, 10° 36′ 16″ O | Hopfenspeicher              |              | 33969779 | Weitere Bilder |
| Dammstraße 8 52° 1′ 53″ N, 10° 36′ 17″ O  | Wohnhaus                    |              | 33969802 | Weitere Bilder |
| Dammstraße 9 52° 1′ 52″ N, 10° 36′ 15″ O  | Wohnhaus                    |              | 33969824 |                |
| Dammstraße 10 52° 1′ 53″ N, 10° 36′ 16″ O | Wohnhaus                    |              | 33969846 | Weitere Bilder |
| Dammstraße 10 52° 1′ 54″ N, 10° 36′ 16″ O | Nebengebäude                |              | 33979745 | BW             |
| Dammstraße 12 52° 1′ 53″ N, 10° 36′ 16″ O | Wohnhaus                    |              | 33969869 | Weitere Bilder |
| Dammstraße 14 52° 1′ 53″ N, 10° 36′ 15″ O | Wohnhaus                    |              | 33969891 | Weitere Bilder |
| Dammstraße 14 52° 1′ 53″ N, 10° 36′ 15″ O | Nebengebäude                |              | 33979844 | BW             |
| Dammstraße 16 52° 1′ 53″ N, 10° 36′ 14″ O | Wohnhaus                    |              | 33969914 | Weitere Bilder |
| Dammstraße 18 52° 1′ 53″ N, 10° 36′ 14″ O | Wohnhaus                    |              | 33969936 |                |
| Dammstraße 20 52° 1′ 52″ N, 10° 36′ 13″ O | Wohnhaus - Alte Judenschule |              | 33969958 | Weitere Bilder |
| Dammstraße 22 52° 1′ 52″ N, 10° 36′ 13″ O | Wohnhaus                    |              | 33969981 |                |
| Dammstraße 22 52° 1′ 52″ N, 10° 36′ 12″ O | Nebengebäude                |              | 33979794 | BW             |
| Dammstraße 24 52° 1′ 52″ N, 10° 36′ 12″ O | Wohnhaus                    |              | 33970004 |                |

### Friedrich-Ebert-Platz
| Lage                                                 | Bezeichnung                              | Beschreibung | ID       | Bild           |
| ---------------------------------------------------- | ---------------------------------------- | ------------ | -------- | -------------- |
| Friedrich-Ebert-Platz 52° 1′ 50″ N, 10° 36′ 15″ O    | Kriegerdenkmal - 1939/45                 |              | 33970027 | BW             |
| Friedrich-Ebert-Platz 52° 1′ 50″ N, 10° 36′ 16″ O    | Ehrenmal - 1864, 1866, 1870/71           |              | 33970050 | BW             |
| Friedrich-Ebert-Platz 52° 1′ 50″ N, 10° 36′ 15″ O    | Kriegerdenkmal - 1914/18                 |              | 33970073 | BW             |
| Friedrich-Ebert-Platz 52° 1′ 49″ N, 10° 36′ 16″ O    | Grünanlage                               |              | 33978301 |                |
| Friedrich-Ebert-Platz 1 52° 1′ 48″ N, 10° 36′ 16″ O  | Wohnhaus                                 |              | 33970096 | BW             |
| Friedrich-Ebert-Platz 1a 52° 1′ 47″ N, 10° 36′ 16″ O | Wohnhaus - ehem. Scheune                 |              | 33970118 | BW             |
| Friedrich-Ebert-Platz 2 52° 1′ 49″ N, 10° 36′ 14″ O  | Wohnhaus                                 |              | 33970141 | Weitere Bilder |
| Friedrich-Ebert-Platz 3 52° 1′ 48″ N, 10° 36′ 16″ O  | Wohnhaus - ehem. Kinderpflegeanstalt     |              | 33970163 | BW             |
| Friedrich-Ebert-Platz 3 52° 1′ 48″ N, 10° 36′ 16″ O  | Nebengebäude - ehem. Kinderpflegeanstalt |              | 33979522 | BW             |
| Friedrich-Ebert-Platz 5 52° 1′ 48″ N, 10° 36′ 15″ O  | Wohnhaus                                 |              | 33970187 | BW             |
| Friedrich-Ebert-Platz 7 52° 1′ 48″ N, 10° 36′ 15″ O  | Wohnhaus                                 |              | 33970209 | BW             |
| Friedrich-Ebert-Platz 9 52° 1′ 48″ N, 10° 36′ 14″ O  | Wohnhaus                                 |              | 33970231 | BW             |
| Friedrich-Ebert-Platz 11 52° 1′ 49″ N, 10° 36′ 14″ O | Wohnhaus                                 |              | 33970253 | BW             |

### Hagenstraße
| Lage                                        | Bezeichnung  | Beschreibung | ID       | Bild |
| ------------------------------------------- | ------------ | ------------ | -------- | ---- |
| Hagenstraße 52° 1′ 41″ N, 10° 36′ 22″ O     | Stadtmauer   |              | 33971075 | BW   |
| Hagenstraße 1 52° 1′ 41″ N, 10° 36′ 22″ O   | Wohnhaus     |              | 33970275 |      |
| Hagenstraße 2 52° 1′ 42″ N, 10° 36′ 21″ O   | Wohnhaus     |              | 33970297 | BW   |
| Hagenstraße 3 52° 1′ 40″ N, 10° 36′ 22″ O   | Wohnhaus     |              | 33970319 | BW   |
| Hagenstraße 4 52° 1′ 42″ N, 10° 36′ 22″ O   | Wohnhaus     |              | 33970341 | BW   |
| Hagenstraße 5 52° 1′ 40″ N, 10° 36′ 22″ O   | Wohnhaus     |              | 33970363 | BW   |
| Hagenstraße 6 52° 1′ 41″ N, 10° 36′ 21″ O   | Wohnhaus     |              | 33970385 | BW   |
| Hagenstraße 7 52° 1′ 40″ N, 10° 36′ 22″ O   | Wohnhaus     |              | 33970407 | BW   |
| Hagenstraße 8 52° 1′ 41″ N, 10° 36′ 22″ O   | Wohnhaus     |              | 33970429 | BW   |
| Hagenstraße 8 52° 1′ 41″ N, 10° 36′ 22″ O   | Nebengebäude |              | 33979919 | BW   |
| Hagenstraße 9 52° 1′ 39″ N, 10° 36′ 21″ O   | Wohnhaus     |              | 33970452 | BW   |
| Hagenstraße 10 52° 1′ 41″ N, 10° 36′ 21″ O  | Wohnhaus     |              | 33970474 | BW   |
| Hagenstraße 11 52° 1′ 39″ N, 10° 36′ 21″ O  | Wohnhaus     |              | 33970496 | BW   |
| Hagenstraße 12 52° 1′ 40″ N, 10° 36′ 22″ O  | Wohnhaus     |              | 33970518 | BW   |
| Hagenstraße 13 52° 1′ 39″ N, 10° 36′ 21″ O  | Wohnhaus     |              | 33970540 | BW   |
| Hagenstraße 14 52° 1′ 40″ N, 10° 36′ 21″ O  | Wohnhaus     |              | 33970564 | BW   |
| Hagenstraße 15 52° 1′ 39″ N, 10° 36′ 20″ O  | Wohnhaus     |              | 33970586 | BW   |
| Hagenstraße 16 52° 1′ 40″ N, 10° 36′ 21″ O  | Wohnhaus     |              | 33970608 | BW   |
| Hagenstraße 16 52° 1′ 40″ N, 10° 36′ 20″ O  | Nebengebäude |              | 33979817 | BW   |
| Hagenstraße 17 52° 1′ 39″ N, 10° 36′ 20″ O  | Wohnhaus     |              | 33970631 | BW   |
| Hagenstraße 18 52° 1′ 40″ N, 10° 36′ 20″ O  | Wohnhaus     |              | 33970653 | BW   |
| Hagenstraße 19 52° 1′ 39″ N, 10° 36′ 20″ O  | Wohnhaus     |              | 33970675 | BW   |
| Hagenstraße 20 52° 1′ 40″ N, 10° 36′ 20″ O  | Wohnhaus     |              | 33970697 | BW   |
| Hagenstraße 21 52° 1′ 39″ N, 10° 36′ 20″ O  | Wohnhaus     |              | 33970719 | BW   |
| Hagenstraße 22 52° 1′ 40″ N, 10° 36′ 19″ O  | Wohnhaus     |              | 33970741 | BW   |
| Hagenstraße 23 52° 1′ 39″ N, 10° 36′ 19″ O  | Wohnhaus     |              | 33970763 | BW   |
| Hagenstraße 24 52° 1′ 39″ N, 10° 36′ 18″ O  | Wohnhaus     |              | 33970785 | BW   |
| Hagenstraße 24a 52° 1′ 39″ N, 10° 36′ 19″ O | Wohnhaus     |              | 33970807 | BW   |
| Hagenstraße 25 52° 1′ 39″ N, 10° 36′ 19″ O  | Wohnhaus     |              | 33970829 | BW   |
| Hagenstraße 26 52° 1′ 39″ N, 10° 36′ 17″ O  | Wohnhaus     |              | 33970851 | BW   |
| Hagenstraße 26 52° 1′ 40″ N, 10° 36′ 18″ O  | Scheune      |              | 33978864 | BW   |
| Hagenstraße 27 52° 1′ 38″ N, 10° 36′ 19″ O  | Wohnhaus     |              | 33970874 | BW   |
| Hagenstraße 28 52° 1′ 39″ N, 10° 36′ 17″ O  | Wohnhaus     |              | 33970896 | BW   |
| Hagenstraße 29 52° 1′ 38″ N, 10° 36′ 18″ O  | Wohnhaus     |              | 33970918 | BW   |
| Hagenstraße 30 52° 1′ 40″ N, 10° 36′ 17″ O  | Wohnhaus     |              | 33970940 | BW   |
| Hagenstraße 31 52° 1′ 38″ N, 10° 36′ 18″ O  | Hagenmühle   |              | 33970962 |      |
| Hagenstraße 32 52° 1′ 40″ N, 10° 36′ 16″ O  | Wohnhaus     |              | 33970986 |      |
| Hagenstraße 34 52° 1′ 40″ N, 10° 36′ 16″ O  | Wohnhaus     |              | 33971008 |      |
| Hagenstraße 36 52° 1′ 40″ N, 10° 36′ 15″ O  | Wohnhaus     |              | 33971030 |      |

### Hinter der Mariengasse
| Lage                                                 | Bezeichnung | Beschreibung | ID       | Bild |
| ---------------------------------------------------- | ----------- | ------------ | -------- | ---- |
| Hinter der Mariengasse 52° 1′ 46″ N, 10° 36′ 33″ O   | Stadtmauer  |              | 33971098 | BW   |
| Hinter der Mariengasse 1 52° 1′ 47″ N, 10° 36′ 33″ O | Wohnhaus    |              | 33971120 | BW   |
| Hinter der Mariengasse 3 52° 1′ 47″ N, 10° 36′ 33″ O | Wohnhaus    |              | 33971144 | BW   |
| Hinter der Mariengasse 5 52° 1′ 46″ N, 10° 36′ 33″ O | Wohnhaus    |              | 33971166 | BW   |

### Knick
| Lage                                    | Bezeichnung                  | Beschreibung       | ID       | Bild           |
| --------------------------------------- | ---------------------------- | ------------------ | -------- | -------------- |
| Knick 1 52° 1′ 47″ N, 10° 36′ 12″ O     | Stelzenhaus                  | zeughaus           | 33971238 | Weitere Bilder |
| Knick 2 52° 1′ 47″ N, 10° 36′ 13″ O     | Wohnhaus                     |                    | 33971261 | BW             |
| Knick 3 52° 1′ 48″ N, 10° 36′ 12″ O     | Wohnhaus                     |                    | 33971283 | BW             |
| Knick 4 52° 1′ 47″ N, 10° 36′ 13″ O     | Wohnhaus                     |                    | 33971306 | BW             |
| Knick 5 52° 1′ 48″ N, 10° 36′ 12″ O     | Wohnhaus                     |                    | 33971329 | Weitere Bilder |
| Knick 6 52° 1′ 48″ N, 10° 36′ 13″ O     | Wohnhaus                     |                    | 33971352 | BW             |
| Knick 7 52° 1′ 49″ N, 10° 36′ 12″ O     | Wohnhaus                     |                    | 33971375 | Weitere Bilder |
| Knick 8 52° 1′ 48″ N, 10° 36′ 13″ O     | Wohnhaus                     |                    | 33971397 | Weitere Bilder |
| Knick 9 52° 1′ 49″ N, 10° 36′ 12″ O     | Wohnhaus                     |                    | 33971435 | BW             |
| Knick 10 52° 1′ 48″ N, 10° 36′ 13″ O    | Wohnhaus                     |                    | 33971459 | Weitere Bilder |
| Knick 11/13 52° 1′ 49″ N, 10° 36′ 12″ O | Wohnhaus                     |                    | 33971481 | Weitere Bilder |
| Knick 12 52° 1′ 48″ N, 10° 36′ 13″ O    | Wohnhaus                     |                    | 33971504 | Weitere Bilder |
| Knick 12 52° 1′ 48″ N, 10° 36′ 14″ O    | Nebengebäude                 |                    | 33982043 |                |
| Knick 14 52° 1′ 49″ N, 10° 36′ 13″ O    | Wohnhaus                     |                    | 33971555 | Weitere Bilder |
| Knick 15 52° 1′ 49″ N, 10° 36′ 12″ O    | Wohnhaus                     |                    | 33971580 | Weitere Bilder |
| Knick 16 52° 1′ 49″ N, 10° 36′ 13″ O    | Wohnhaus                     |                    | 33971602 | Weitere Bilder |
| Knick 17 52° 1′ 49″ N, 10° 36′ 12″ O    | Wohnhaus                     | „Am Ruckshof“      | 33971624 | Weitere Bilder |
| Knick 18 52° 1′ 49″ N, 10° 36′ 13″ O    | Wohnhaus                     |                    | 33971646 | Weitere Bilder |
| Knick 19 52° 1′ 50″ N, 10° 36′ 12″ O    | Wohnhaus                     |                    | 33971668 | Weitere Bilder |
| Knick 20 52° 1′ 49″ N, 10° 36′ 13″ O    | Wohnhaus                     |                    | 33971690 | Weitere Bilder |
| Knick 21 52° 1′ 50″ N, 10° 36′ 13″ O    | Wohnhaus                     |                    | 33971712 | Weitere Bilder |
| Knick 21 52° 1′ 51″ N, 10° 36′ 12″ O    | Nebengebäude                 |                    | 33980056 | BW             |
| Knick 22 52° 1′ 50″ N, 10° 36′ 13″ O    | Wohnhaus                     |                    | 33971735 | BW             |
| Knick 23 52° 1′ 51″ N, 10° 36′ 12″ O    | Wohnhaus - Torhaus Dammtor   | auch Dammstraße 23 | 33978279 | Weitere Bilder |
| Knick 23 52° 1′ 51″ N, 10° 36′ 12″ O    | Nebengebäude                 |                    | 33979942 | Weitere Bilder |
| Knick 24 52° 1′ 50″ N, 10° 36′ 14″ O    | Wohnhaus                     |                    | 33971757 | Weitere Bilder |
| Knick 26 52° 1′ 50″ N, 10° 36′ 14″ O    | Wohnhaus                     |                    | 33971779 | Weitere Bilder |
| Knick 28 52° 1′ 50″ N, 10° 36′ 14″ O    | Wohnhaus                     |                    | 33971801 | Weitere Bilder |
| Knick 30 52° 1′ 50″ N, 10° 36′ 14″ O    | Wohnhaus                     |                    | 33971823 | BW             |
| Knick 32 52° 1′ 50″ N, 10° 36′ 14″ O    | Wohnhaus                     |                    | 33971845 | BW             |
| Knick 34 52° 1′ 51″ N, 10° 36′ 14″ O    | Wohnhaus                     |                    | 33971867 | BW             |
| Knick 36 52° 1′ 51″ N, 10° 36′ 14″ O    | Wohnhaus                     |                    | 33971889 | BW             |
| Knick 38 52° 1′ 51″ N, 10° 36′ 14″ O    | Wohnhaus                     |                    | 33971911 | BW             |
| Knick 40 52° 1′ 51″ N, 10° 36′ 14″ O    | Wohnhaus                     |                    | 33971933 | Weitere Bilder |
| Knick 42 52° 1′ 52″ N, 10° 36′ 14″ O    | Wohn- und Wirtschaftsgebäude |                    | 33971955 | Weitere Bilder |

### Mariengasse
| Lage                                       | Bezeichnung     | Beschreibung | ID       | Bild |
| ------------------------------------------ | --------------- | ------------ | -------- | ---- |
| Mariengasse 52° 1′ 45″ N, 10° 36′ 32″ O    | Straßenpflaster |              | 33971978 | BW   |
| Mariengasse 1 52° 1′ 47″ N, 10° 36′ 32″ O  | Wohnhaus        |              | 33972000 | BW   |
| Mariengasse 1 52° 1′ 47″ N, 10° 36′ 32″ O  | Scheune         |              | 33978676 |      |
| Mariengasse 1 52° 1′ 47″ N, 10° 36′ 32″ O  | Schmiede        |              | 33982068 | BW   |
| Mariengasse 2 52° 1′ 47″ N, 10° 36′ 31″ O  | Wohnhaus        |              | 33972023 |      |
| Mariengasse 2 52° 1′ 47″ N, 10° 36′ 31″ O  | Anbau           |              | 33980908 | BW   |
| Mariengasse 3 52° 1′ 46″ N, 10° 36′ 32″ O  | Wohnhaus        |              | 33972046 | BW   |
| Mariengasse 5 52° 1′ 46″ N, 10° 36′ 33″ O  | Wohnhaus        |              | 33972069 | BW   |
| Mariengasse 5 52° 1′ 46″ N, 10° 36′ 32″ O  | Nebengebäude    |              | 33979381 | BW   |
| Mariengasse 7 52° 1′ 45″ N, 10° 36′ 32″ O  | Wohnhaus        |              | 33972092 | BW   |
| Mariengasse 9 52° 1′ 45″ N, 10° 36′ 33″ O  | Wohnhaus        |              | 33972115 | BW   |
| Mariengasse 11 52° 1′ 44″ N, 10° 36′ 33″ O | Wohnhaus        |              | 33972142 | BW   |
| Mariengasse 13 52° 1′ 44″ N, 10° 36′ 33″ O | Wohnhaus        |              | 33972165 | BW   |

### Marktstraße
| Lage                                       | Bezeichnung                        | Beschreibung                                                          | ID       | Bild           |
| ------------------------------------------ | ---------------------------------- | --------------------------------------------------------------------- | -------- | -------------- |
| Marktstraße 1 52° 1′ 49″ N, 10° 36′ 20″ O  | Wohnhaus                           |                                                                       | 33972187 | Weitere Bilder |
| Marktstraße 2 52° 1′ 49″ N, 10° 36′ 20″ O  | Wohnhaus                           |                                                                       | 33972209 | Weitere Bilder |
| Marktstraße 3 52° 1′ 48″ N, 10° 36′ 20″ O  | Wohnhaus                           |                                                                       | 33972232 | Weitere Bilder |
| Marktstraße 4 52° 1′ 49″ N, 10° 36′ 19″ O  | Wohnhaus                           |                                                                       | 33972254 | Weitere Bilder |
| Marktstraße 5 52° 1′ 48″ N, 10° 36′ 20″ O  | Wohnhaus                           |                                                                       | 33972278 | BW             |
| Marktstraße 6 52° 1′ 48″ N, 10° 36′ 19″ O  | Wohnhaus                           |                                                                       | 33972300 | BW             |
| Marktstraße 6 52° 1′ 48″ N, 10° 36′ 19″ O  | Speichergebäude                    |                                                                       | 33980485 |                |
| Marktstraße 7 52° 1′ 48″ N, 10° 36′ 20″ O  | Wohn- und Geschäftshaus            |                                                                       | 33972323 | Weitere Bilder |
| Marktstraße 8 52° 1′ 48″ N, 10° 36′ 18″ O  | Wohnhaus                           |                                                                       | 33972345 | Weitere Bilder |
| Marktstraße 9 52° 1′ 47″ N, 10° 36′ 20″ O  | Wohn- und Geschäftshaus - Apotheke |                                                                       | 33972367 | Weitere Bilder |
| Marktstraße 10 52° 1′ 47″ N, 10° 36′ 18″ O | Wohnhaus                           |                                                                       | 33972390 | Weitere Bilder |
| Marktstraße 11 52° 1′ 47″ N, 10° 36′ 20″ O | Wohnhaus                           |                                                                       | 33972413 | Weitere Bilder |
| Marktstraße 12 52° 1′ 47″ N, 10° 36′ 18″ O | Wohnhaus                           |                                                                       | 33972435 | Weitere Bilder |
| Marktstraße 12 52° 1′ 47″ N, 10° 36′ 17″ O | Nebengebäude                       | westliches Nebengebäude, vom Friedrich-Ebert-Platz gesehen das rechte | 33980102 | BW             |
| Marktstraße 12 52° 1′ 47″ N, 10° 36′ 17″ O | Nebengebäude                       | östliches Nebengebäude, vom Friedrich-Ebert-Platz gesehen das linke   | 33980102 | BW             |
| Marktstraße 13 52° 1′ 46″ N, 10° 36′ 20″ O | Wohnhaus                           |                                                                       | 33972458 | BW             |
| Marktstraße 14 52° 1′ 47″ N, 10° 36′ 19″ O | Wohnhaus                           |                                                                       | 33972481 | Weitere Bilder |
| Marktstraße 15 52° 1′ 46″ N, 10° 36′ 20″ O | Wohnhaus                           |                                                                       | 33972504 | BW             |
| Marktstraße 16 52° 1′ 46″ N, 10° 36′ 19″ O | Wohnhaus                           |                                                                       | 33972526 | BW             |
| Marktstraße 16 52° 1′ 46″ N, 10° 36′ 18″ O | Speichergebäude                    |                                                                       | 33979052 | Weitere Bilder |
| Marktstraße 16 52° 1′ 46″ N, 10° 36′ 18″ O | Lagergebäude                       |                                                                       | 33981933 | BW             |
| Marktstraße 17 52° 1′ 46″ N, 10° 36′ 20″ O | Wohnhaus                           |                                                                       | 33972549 | BW             |
| Marktstraße 18 52° 1′ 46″ N, 10° 36′ 19″ O | Wohnhaus                           |                                                                       | 33972571 | Weitere Bilder |
| Marktstraße 18 52° 1′ 46″ N, 10° 36′ 18″ O | Lagergebäude                       |                                                                       | 33981253 | BW             |

### Montelabbateplatz
| Lage                                            | Bezeichnung               | Beschreibung | ID       | Bild           |
| ----------------------------------------------- | ------------------------- | ------------ | -------- | -------------- |
| Montelabbateplatz 1 52° 1′ 42″ N, 10° 36′ 17″ O | Herrenhaus - Heimatmuseum |              | 33969051 | Weitere Bilder |
| Montelabbateplatz 2 52° 1′ 42″ N, 10° 36′ 14″ O | Wohnhaus                  |              | 33969073 | BW             |

### Neue Straße
| Lage                                       | Bezeichnung                  | Beschreibung | ID       | Bild           |
| ------------------------------------------ | ---------------------------- | ------------ | -------- | -------------- |
| Neue Straße 1 52° 1′ 46″ N, 10° 36′ 11″ O  | Wohnhaus                     |              | 33972595 | Weitere Bilder |
| Neue Straße 3 52° 1′ 46″ N, 10° 36′ 11″ O  | Wohnhaus                     |              | 33972656 |                |
| Neue Straße 4 52° 1′ 46″ N, 10° 36′ 11″ O  | Wohnhaus                     |              | 33972678 | Weitere Bilder |
| Neue Straße 5 52° 1′ 45″ N, 10° 36′ 11″ O  | Wohnhaus                     |              | 33972703 | Weitere Bilder |
| Neue Straße 6 52° 1′ 46″ N, 10° 36′ 11″ O  | Wohnhaus                     |              | 33972728 | Weitere Bilder |
| Neue Straße 7 52° 1′ 44″ N, 10° 36′ 11″ O  | Wohnhaus                     |              | 33972752 | Weitere Bilder |
| Neue Straße 7a 52° 1′ 45″ N, 10° 36′ 11″ O | Wirtschaftsgebäude           |              | 33972776 | Weitere Bilder |
| Neue Straße 8 52° 1′ 45″ N, 10° 36′ 10″ O  | Scheune                      |              | 33981691 | Weitere Bilder |
| Neue Straße 8a 52° 1′ 45″ N, 10° 36′ 10″ O | Wohnhaus                     |              | 33972799 | Weitere Bilder |
| Neue Straße 9 52° 1′ 44″ N, 10° 36′ 12″ O  | Wohnhaus                     |              | 33972822 |                |
| Neue Straße 10 52° 1′ 45″ N, 10° 36′ 10″ O | Wohnhaus                     |              | 33972844 | Weitere Bilder |
| Neue Straße 11 52° 1′ 43″ N, 10° 36′ 12″ O | Wohnhaus                     |              | 33972866 | Weitere Bilder |
| Neue Straße 11 52° 1′ 44″ N, 10° 36′ 13″ O | Scheune                      | abgerissen   | 33981576 | BW             |
| Neue Straße 12 52° 1′ 44″ N, 10° 36′ 11″ O | Wohnhaus                     |              | 33972889 | Weitere Bilder |
| Neue Straße 12 52° 1′ 45″ N, 10° 36′ 11″ O | Scheune                      |              | 33978934 | Weitere Bilder |
| Neue Straße 13 52° 1′ 43″ N, 10° 36′ 12″ O | Wohnhaus                     |              | 33972912 | Weitere Bilder |
| Neue Straße 14 52° 1′ 44″ N, 10° 36′ 11″ O | Wohnhaus                     |              | 33972934 | Weitere Bilder |
| Neue Straße 15 52° 1′ 42″ N, 10° 36′ 12″ O | Wohnhaus                     |              | 33972965 | Weitere Bilder |
| Neue Straße 16 52° 1′ 44″ N, 10° 36′ 11″ O | Wohnhaus                     |              | 33972987 | Weitere Bilder |
| Neue Straße 16 52° 1′ 44″ N, 10° 36′ 10″ O | Scheune                      |              | 33978911 | BW             |
| Neue Straße 17 52° 1′ 42″ N, 10° 36′ 12″ O | Brauhaus                     |              | 33973010 | Weitere Bilder |
| Neue Straße 17 52° 1′ 42″ N, 10° 36′ 12″ O | Nebengebäude                 |              | 33980368 | Weitere Bilder |
| Neue Straße 18 52° 1′ 43″ N, 10° 36′ 11″ O | Wohnhaus                     |              | 33973034 | Weitere Bilder |
| Neue Straße 19 52° 1′ 41″ N, 10° 36′ 12″ O | Wohn- und Wirtschaftsgebäude |              | 33973056 | Weitere Bilder |
| Neue Straße 20 52° 1′ 43″ N, 10° 36′ 11″ O | Wohnhaus                     |              | 33973079 | Weitere Bilder |
| Neue Straße 20 52° 1′ 43″ N, 10° 36′ 11″ O | Nebengebäude                 |              | 33979987 |                |
| Neue Straße 22 52° 1′ 42″ N, 10° 36′ 11″ O | Wohnhaus                     |              | 33973102 |                |
| Neue Straße 23 52° 1′ 41″ N, 10° 36′ 12″ O | Wohnhaus                     |              | 33973124 | Weitere Bilder |
| Neue Straße 24 52° 1′ 42″ N, 10° 36′ 11″ O | Wohnhaus                     |              | 33973146 | Weitere Bilder |
| Neue Straße 24 52° 1′ 42″ N, 10° 36′ 10″ O | Anbauten                     |              | 33980793 | BW             |
| Neue Straße 25 52° 1′ 40″ N, 10° 36′ 12″ O | Wohnhaus                     |              | 33973169 | Weitere Bilder |
| Neue Straße 25 52° 1′ 40″ N, 10° 36′ 13″ O | Nebengebäude                 |              | 33979964 | BW             |
| Neue Straße 26 52° 1′ 42″ N, 10° 36′ 11″ O | Wohnhaus                     |              | 33973192 | Weitere Bilder |
| Neue Straße 26 52° 1′ 42″ N, 10° 36′ 10″ O | Anbauten                     |              | 33980770 | BW             |
| Neue Straße 27 52° 1′ 40″ N, 10° 36′ 12″ O | Wohnhaus                     |              | 33973215 | Weitere Bilder |
| Neue Straße 28 52° 1′ 42″ N, 10° 36′ 11″ O | Wohnhaus                     |              | 33973237 | Weitere Bilder |
| Neue Straße 29 52° 1′ 40″ N, 10° 36′ 12″ O | Wohnhaus                     |              | 33973259 | Weitere Bilder |
| Neue Straße 30 52° 1′ 42″ N, 10° 36′ 11″ O | Wohnhaus                     |              | 33973281 | Weitere Bilder |
| Neue Straße 32 52° 1′ 41″ N, 10° 36′ 11″ O | Wohnhaus                     |              | 33973326 |                |
| Neue Straße 34 52° 1′ 41″ N, 10° 36′ 11″ O | Wohnhaus                     |              | 33973348 | Weitere Bilder |
| Neue Straße 34 52° 1′ 41″ N, 10° 36′ 10″ O | Scheune                      |              | 33978763 | BW             |
| Neue Straße 36 52° 1′ 41″ N, 10° 36′ 11″ O | Wohnhaus                     |              | 33973371 |                |
| Neue Straße 36 52° 1′ 41″ N, 10° 36′ 11″ O | Scheune                      |              | 33978813 | BW             |
| Neue Straße 38 52° 1′ 41″ N, 10° 36′ 11″ O | Wohnhaus                     |              | 33973394 | Weitere Bilder |
| Neue Straße 38 52° 1′ 41″ N, 10° 36′ 11″ O | Anbau                        |              | 33980862 | BW             |
| Neue Straße 38 52° 1′ 41″ N, 10° 36′ 10″ O | Scheune                      |              | 33981553 | BW             |
| Neue Straße 40 52° 1′ 41″ N, 10° 36′ 11″ O | Wohnhaus                     |              | 33973417 | Weitere Bilder |
| Neue Straße 40 52° 1′ 41″ N, 10° 36′ 10″ O | Scheune                      |              | 33978838 | BW             |
| Neue Straße 42 52° 1′ 41″ N, 10° 36′ 11″ O | Wohnhaus                     |              | 33973446 |                |
| Neue Straße 44 52° 1′ 40″ N, 10° 36′ 11″ O | Wohnhaus                     |              | 33973469 | Weitere Bilder |
| Neue Straße 44 52° 1′ 40″ N, 10° 36′ 11″ O | Anbau                        |              | 33981322 | Weitere Bilder |
| Neue Straße 46 52° 1′ 40″ N, 10° 36′ 12″ O | Wohnhaus                     |              | 33973492 | Weitere Bilder |

### Pfarrhofstraße
| Lage                                             | Bezeichnung                     | Beschreibung         | ID       | Bild           |
| ------------------------------------------------ | ------------------------------- | -------------------- | -------- | -------------- |
| Pfarrhofstraße 52° 1′ 50″ N, 10° 36′ 21″ O       | Kirche - Beatae Mariae Virginis |                      | 33973583 | Weitere Bilder |
| Pfarrhofstraße 1 52° 1′ 51″ N, 10° 36′ 21″ O     | Schulgebäude - Küsterhaus       |                      | 33973609 | Weitere Bilder |
| Pfarrhofstraße 2 52° 1′ 49″ N, 10° 36′ 21″ O     | Wohnhaus                        |                      | 33973631 |                |
| Pfarrhofstraße 3 52° 1′ 50″ N, 10° 36′ 23″ O     | Gemeindehaus                    |                      | 33973653 |                |
| Pfarrhofstraße 4 52° 1′ 49″ N, 10° 36′ 22″ O     | Wohnhaus                        |                      | 33973675 |                |
| Pfarrhofstraße 5 52° 1′ 49″ N, 10° 36′ 23″ O     | Rathaus                         |                      | 33973697 | Weitere Bilder |
| Pfarrhofstraße 5 52° 1′ 49″ N, 10° 36′ 24″ O     | Wohnhaus - Ratskeller           |                      | 33981460 | Weitere Bilder |
| Pfarrhofstraße 5 52° 1′ 50″ N, 10° 36′ 24″ O     | Tanzsaal                        |                      | 33981483 | BW             |
| Pfarrhofstraße 6 52° 1′ 49″ N, 10° 36′ 24″ O     | Wohn- und Geschäftshaus         |                      | 33973720 |                |
| Pfarrhofstraße 8 52° 1′ 49″ N, 10° 36′ 25″ O     | Wohnhaus                        |                      | 33973742 |                |
| Pfarrhofstraße 9 52° 1′ 49″ N, 10° 36′ 26″ O     | Wohnhaus                        |                      | 33973764 | Weitere Bilder |
| Pfarrhofstraße 9 52° 1′ 49″ N, 10° 36′ 25″ O     | Anbau                           |                      | 33981276 | BW             |
| Pfarrhofstraße 10 52° 1′ 49″ N, 10° 36′ 25″ O    | Wohnhaus                        |                      | 33973787 | Weitere Bilder |
| Pfarrhofstraße 10 52° 1′ 48″ N, 10° 36′ 25″ O    | Nebengebäude                    |                      | 33979592 | BW             |
| Pfarrhofstraße 11 52° 1′ 49″ N, 10° 36′ 27″ O    | Wohnhaus                        |                      | 33973810 | Weitere Bilder |
| Pfarrhofstraße 11 52° 1′ 50″ N, 10° 36′ 26″ O    | Nebengebäude                    |                      | 33980393 | BW             |
| Pfarrhofstraße 11 52° 1′ 50″ N, 10° 36′ 27″ O    | Scheune                         | abgerissen           | 33981836 | BW             |
| Pfarrhofstraße 12 52° 1′ 49″ N, 10° 36′ 26″ O    | Wohnhaus                        |                      | 33973833 |                |
| Pfarrhofstraße 13 52° 1′ 49″ N, 10° 36′ 27″ O    | Wohnhaus                        |                      | 33973855 | Weitere Bilder |
| Pfarrhofstraße 13 52° 1′ 50″ N, 10° 36′ 27″ O    | Nebengebäude                    | teilweise abgerissen | 33979453 | BW             |
| Pfarrhofstraße 14 52° 1′ 49″ N, 10° 36′ 26″ O    | Wohnhaus                        |                      | 33973878 | Weitere Bilder |
| Pfarrhofstraße 15 52° 1′ 49″ N, 10° 36′ 28″ O    | Wohnhaus                        |                      | 33973908 | Weitere Bilder |
| Pfarrhofstraße 15 52° 1′ 49″ N, 10° 36′ 29″ O    | Anbau                           |                      | 33981437 | Weitere Bilder |
| Pfarrhofstraße 16 52° 1′ 49″ N, 10° 36′ 27″ O    | Wohnhaus                        |                      | 33973941 | Weitere Bilder |
| Pfarrhofstraße 16 52° 1′ 48″ N, 10° 36′ 26″ O    | Scheune                         |                      | 33978717 | BW             |
| Pfarrhofstraße 17 52° 1′ 49″ N, 10° 36′ 30″ O    | Wohnhaus                        |                      | 33973964 | BW             |
| Pfarrhofstraße 17 52° 1′ 50″ N, 10° 36′ 30″ O    | Anbau                           |                      | 33980816 | BW             |
| Pfarrhofstraße 17 52° 1′ 50″ N, 10° 36′ 29″ O    | Nebengebäude                    |                      | 33981506 | BW             |
| Pfarrhofstraße 18 52° 1′ 49″ N, 10° 36′ 27″ O    | Wohnhaus                        |                      | 33973987 | BW             |
| Pfarrhofstraße 19 52° 1′ 49″ N, 10° 36′ 30″ O    | Wohnhaus                        |                      | 33974009 |                |
| Pfarrhofstraße 19 52° 1′ 49″ N, 10° 36′ 30″ O    | Nebengebäude                    |                      | 33981714 | BW             |
| Pfarrhofstraße 20 52° 1′ 49″ N, 10° 36′ 28″ O    | Wohnhaus                        |                      | 33974032 | BW             |
| Pfarrhofstraße 21a 52° 1′ 49″ N, 10° 36′ 30″ O   | Wohnhaus                        |                      | 33974055 | Weitere Bilder |
| Pfarrhofstraße 21a 52° 1′ 49″ N, 10° 36′ 30″ O   | Schauer                         |                      | 33978980 | BW             |
| Pfarrhofstraße 21a 52° 1′ 49″ N, 10° 36′ 31″ O   | Schmiede                        |                      | 33981971 | BW             |
| Pfarrhofstraße 22 52° 1′ 48″ N, 10° 36′ 28″ O    | Wohnhaus                        |                      | 33974081 | BW             |
| Pfarrhofstraße 23 52° 1′ 48″ N, 10° 36′ 31″ O    | Wohnhaus                        |                      | 33974106 | Weitere Bilder |
| Pfarrhofstraße 24 52° 1′ 49″ N, 10° 36′ 29″ O    | Wohnhaus                        |                      | 33974130 | BW             |
| Pfarrhofstraße 24 52° 1′ 48″ N, 10° 36′ 28″ O    | Nebengebäude                    |                      | 33979684 | BW             |
| Pfarrhofstraße 25/27 52° 1′ 48″ N, 10° 36′ 31″ O | Wohnhaus                        |                      | 33974155 | Weitere Bilder |
| Pfarrhofstraße 25 52° 1′ 49″ N, 10° 36′ 31″ O    | Nebengebäude                    |                      | 33979895 | BW             |
| Pfarrhofstraße 26 52° 1′ 48″ N, 10° 36′ 29″ O    | Wohnhaus                        |                      | 33974178 | BW             |
| Pfarrhofstraße 26 52° 1′ 48″ N, 10° 36′ 30″ O    | Nebengebäude                    |                      | 33981884 | BW             |
| Pfarrhofstraße 26a 52° 1′ 48″ N, 10° 36′ 28″ O   | Wohnhaus                        |                      | 33974201 | BW             |
| Pfarrhofstraße 28 52° 1′ 48″ N, 10° 36′ 30″ O    | Wohnhaus                        |                      | 33974224 | Weitere Bilder |
| Pfarrhofstraße 28 52° 1′ 48″ N, 10° 36′ 29″ O    | Scheune                         |                      | 33981529 | Weitere Bilder |
| Pfarrhofstraße 29 52° 1′ 48″ N, 10° 36′ 31″ O    | Wohnhaus                        |                      | 33974247 | Weitere Bilder |
| Pfarrhofstraße 29 52° 1′ 48″ N, 10° 36′ 32″ O    | Torhaus                         |                      | 33978483 | Weitere Bilder |
| Pfarrhofstraße 30 52° 1′ 48″ N, 10° 36′ 31″ O    | Wohnhaus                        |                      | 33974270 | BW             |
| Pfarrhofstraße 30 52° 1′ 48″ N, 10° 36′ 30″ O    | Stall                           |                      | 33979707 |                |
| Pfarrhofstraße 31 52° 1′ 48″ N, 10° 36′ 32″ O    | Wohnhaus                        |                      | 33974293 | Weitere Bilder |
| Pfarrhofstraße 33 52° 1′ 48″ N, 10° 36′ 32″ O    | Wohnhaus                        |                      | 33974315 | Weitere Bilder |
| Pfarrhofstraße 35 52° 1′ 48″ N, 10° 36′ 33″ O    | Wohn- und Wirtschaftsgebäude    |                      | 33974337 | Weitere Bilder |

### Pfarrhofswinkel
| Lage                                          | Bezeichnung  | Beschreibung | ID       | Bild |
| --------------------------------------------- | ------------ | ------------ | -------- | ---- |
| Pfarrhofswinkel 2 52° 1′ 50″ N, 10° 36′ 26″ O | Wohnhaus     |              | 33974359 |      |
| Pfarrhofswinkel 3 52° 1′ 51″ N, 10° 36′ 25″ O | Wohnhaus     |              | 33974381 | BW   |
| Pfarrhofswinkel 4 52° 1′ 52″ N, 10° 36′ 26″ O | Wohnhaus     |              | 33974403 | BW   |
| Pfarrhofswinkel 4 52° 1′ 51″ N, 10° 36′ 26″ O | Scheune      |              | 33978603 | BW   |
| Pfarrhofswinkel 4 52° 1′ 51″ N, 10° 36′ 27″ O | Remise       |              | 33981994 | BW   |
| Pfarrhofswinkel 4 52° 1′ 52″ N, 10° 36′ 26″ O | Anbauten     |              | 33982093 | BW   |
| Pfarrhofswinkel 5 52° 1′ 53″ N, 10° 36′ 25″ O | Wohnhaus     |              | 33974426 | BW   |
| Pfarrhofswinkel 5 52° 1′ 53″ N, 10° 36′ 25″ O | Scheune      |              | 33978627 | BW   |
| Pfarrhofswinkel 5 52° 1′ 52″ N, 10° 36′ 26″ O | Nebengebäude |              | 33982017 | BW   |
| Pfarrhofswinkel 6 52° 1′ 53″ N, 10° 36′ 26″ O | Wohnhaus     |              | 33974449 | BW   |

### Schloßbergstraße
| Lage                                             | Bezeichnung                     | Beschreibung            | ID       | Bild           |
| ------------------------------------------------ | ------------------------------- | ----------------------- | -------- | -------------- |
| Schloßbergstraße 1 52° 1′ 45″ N, 10° 36′ 20″ O   | Wohnhaus                        |                         | 33974525 | Weitere Bilder |
| Schloßbergstraße 2 52° 1′ 45″ N, 10° 36′ 20″ O   | Wohnhaus                        |                         | 33974547 | Weitere Bilder |
| Schloßbergstraße 2 52° 1′ 45″ N, 10° 36′ 19″ O   | Gewölbekeller                   |                         | 37661774 | BW             |
| Schloßbergstraße 3 52° 1′ 45″ N, 10° 36′ 20″ O   | Wohnhaus                        |                         | 33974569 | BW             |
| Schloßbergstraße 4 52° 1′ 45″ N, 10° 36′ 20″ O   | Wohnhaus                        |                         | 33974591 | Weitere Bilder |
| Schloßbergstraße 5 52° 1′ 45″ N, 10° 36′ 20″ O   | Wohnhaus                        |                         | 33974613 | BW             |
| Schloßbergstraße 6 52° 1′ 44″ N, 10° 36′ 20″ O   | Wohnhaus                        |                         | 33974635 | Weitere Bilder |
| Schloßbergstraße 7 52° 1′ 45″ N, 10° 36′ 21″ O   | Wohn- und Geschäftshaus         |                         | 33974658 | Weitere Bilder |
| Schloßbergstraße 8 52° 1′ 44″ N, 10° 36′ 20″ O   | Wohnhaus                        |                         | 33974680 |                |
| Schloßbergstraße 9 52° 1′ 45″ N, 10° 36′ 21″ O   | Wohnhaus                        |                         | 33974702 | Weitere Bilder |
| Schloßbergstraße 10 52° 1′ 44″ N, 10° 36′ 20″ O  | Wohn- und Geschäftshaus         |                         | 33974724 |                |
| Schloßbergstraße 11 52° 1′ 44″ N, 10° 36′ 21″ O  | Wohnhaus                        |                         | 33974746 | Weitere Bilder |
| Schloßbergstraße 11a 52° 1′ 43″ N, 10° 36′ 24″ O | Stadtmauer                      |                         | 33974769 |                |
| Schloßbergstraße 12 52° 1′ 44″ N, 10° 36′ 21″ O  | Wohnhaus                        |                         | 33974791 | Weitere Bilder |
| Schloßbergstraße 13 52° 1′ 42″ N, 10° 36′ 25″ O  | Wohnhaus                        |                         | 33974813 | BW             |
| Schloßbergstraße 14 52° 1′ 43″ N, 10° 36′ 21″ O  | Wohnhaus                        |                         | 33974835 | Weitere Bilder |
| Schloßbergstraße 15 52° 1′ 42″ N, 10° 36′ 28″ O  | Wohnhaus                        |                         | 33974857 | BW             |
| Schloßbergstraße 16 52° 1′ 43″ N, 10° 36′ 21″ O  | Wohnhaus                        |                         | 33974879 | Weitere Bilder |
| Schloßbergstraße 17 52° 1′ 42″ N, 10° 36′ 28″ O  | Wohnhaus                        |                         | 33974901 | BW             |
| Schloßbergstraße 18 52° 1′ 42″ N, 10° 36′ 23″ O  | Wohn- und Wirtschaftsgebäude    |                         | 33974923 |                |
| Schloßbergstraße 19 52° 1′ 42″ N, 10° 36′ 29″ O  | Wohnhaus                        |                         | 33974946 | BW             |
| Schloßbergstraße 19 52° 1′ 42″ N, 10° 36′ 29″ O  | Erweiterung                     |                         | 33980554 | BW             |
| Schloßbergstraße 19 52° 1′ 43″ N, 10° 36′ 28″ O  | Anbau                           |                         | 33981762 | BW             |
| Schloßbergstraße 20 52° 1′ 42″ N, 10° 36′ 24″ O  | Wohnhaus                        |                         | 33974969 | BW             |
| Schloßbergstraße 21 52° 1′ 42″ N, 10° 36′ 29″ O  | Wohnhaus                        |                         | 33974991 | BW             |
| Schloßbergstraße 22 52° 1′ 41″ N, 10° 36′ 26″ O  | Wohnhaus                        |                         | 33975013 | BW             |
| Schloßbergstraße 22 52° 1′ 41″ N, 10° 36′ 24″ O  | Nebengebäude                    |                         | 33979546 | BW             |
| Schloßbergstraße 23 52° 1′ 43″ N, 10° 36′ 29″ O  | Wohnhaus                        |                         | 33975036 | BW             |
| Schloßbergstraße 24 52° 1′ 42″ N, 10° 36′ 27″ O  | Wohnhaus                        |                         | 33975058 | BW             |
| Schloßbergstraße 24 52° 1′ 42″ N, 10° 36′ 27″ O  | Scheune                         |                         | 33978957 | BW             |
| Schloßbergstraße 25 52° 1′ 43″ N, 10° 36′ 30″ O  | Wohnhaus                        |                         | 33975081 | BW             |
| Schloßbergstraße 26 52° 1′ 42″ N, 10° 36′ 28″ O  | Wohnhaus                        |                         | 33975103 | BW             |
| Schloßbergstraße 27 52° 1′ 43″ N, 10° 36′ 30″ O  | Wohnhaus                        |                         | 33975126 | BW             |
| Schloßbergstraße 28 52° 1′ 41″ N, 10° 36′ 29″ O  | Stall                           |                         | 33975149 | BW             |
| Schloßbergstraße 28 52° 1′ 41″ N, 10° 36′ 30″ O  | Herrenhaus                      |                         | 33978431 | BW             |
| Schloßbergstraße 28 52° 1′ 42″ N, 10° 36′ 30″ O  | Hofpflasterung                  |                         | 33980318 | BW             |
| Schloßbergstraße 28 52° 1′ 41″ N, 10° 36′ 29″ O  | Brunnen                         |                         | 33980653 | BW             |
| Schloßbergstraße 29 52° 1′ 43″ N, 10° 36′ 30″ O  | Wohnhaus                        |                         | 33975175 | BW             |
| Schloßbergstraße 30 52° 1′ 43″ N, 10° 36′ 30″ O  | Wohn- und Wirtschaftsgebäude    |                         | 33975198 | BW             |
| Schloßbergstraße 32 52° 1′ 43″ N, 10° 36′ 31″ O  | Wohnhaus                        |                         | 33975245 | BW             |
| Schloßbergstraße 33 52° 1′ 46″ N, 10° 36′ 24″ O  | Zwingermauer der Hornburg       |                         | 33975268 | BW             |
| Schloßbergstraße 33 52° 1′ 44″ N, 10° 36′ 28″ O  | Bergfried der Hornburg          |                         | 33975292 | BW             |
| Schloßbergstraße 33 52° 1′ 44″ N, 10° 36′ 27″ O  | Steinwerk - Palas               | Palas der Burg Hornburg | 33975315 |                |
| Schloßbergstraße 33 52° 1′ 45″ N, 10° 36′ 25″ O  | Blockhaus                       |                         | 33975384 | BW             |
| Schloßbergstraße 33 52° 1′ 47″ N, 10° 36′ 24″ O  | Wirtschaftsgebäude der Hornburg |                         | 33975407 | BW             |
| Schloßbergstraße 34 52° 1′ 43″ N, 10° 36′ 32″ O  | Wohnhaus                        |                         | 33975453 | BW             |
| Schloßbergstraße 34 52° 1′ 42″ N, 10° 36′ 32″ O  | Scheune                         |                         | 33979358 | BW             |
| Schloßbergstraße 34a 52° 1′ 43″ N, 10° 36′ 32″ O | Nebengebäude                    |                         | 33981907 | BW             |
| Schloßbergstraße 35 52° 1′ 44″ N, 10° 36′ 33″ O  | Wohnhaus                        |                         | 33975476 | BW             |
| Schloßbergstraße 36 52° 1′ 43″ N, 10° 36′ 33″ O  | Wohnhaus                        |                         | 33975498 | BW             |
| Schloßbergstraße 38 52° 1′ 43″ N, 10° 36′ 33″ O  | Wohnhaus                        |                         | 33975529 | BW             |
| Schloßbergstraße 40 52° 1′ 42″ N, 10° 36′ 33″ O  | Wohnhaus                        |                         | 33975560 | BW             |

### Unterpfarrwinkel
| Lage                                              | Bezeichnung   | Beschreibung | ID       | Bild |
| ------------------------------------------------- | ------------- | ------------ | -------- | ---- |
| Unterpfarrwinkel 1 52° 1′ 56″ N, 10° 36′ 19″ O    | Wohnhaus      |              | 33975582 | BW   |
| Unterpfarrwinkel 2 52° 1′ 56″ N, 10° 36′ 20″ O    | Wohnhaus      |              | 33975604 |      |
| Unterpfarrwinkel 3 52° 1′ 56″ N, 10° 36′ 18″ O    | Wohnhaus      |              | 33975631 | BW   |
| Unterpfarrwinkel 3 52° 1′ 56″ N, 10° 36′ 19″ O    | Wohnhaus      |              | 33981023 | BW   |
| Unterpfarrwinkel 4 52° 1′ 56″ N, 10° 36′ 19″ O    | Wohnhaus      |              | 33975656 |      |
| Unterpfarrwinkel 4 52° 1′ 57″ N, 10° 36′ 19″ O    | Hintergebäude |              | 33980462 | BW   |
| Unterpfarrwinkel 5 52° 1′ 56″ N, 10° 36′ 17″ O    | Wohnhaus      |              | 33975682 | BW   |
| Unterpfarrwinkel 5 52° 1′ 56″ N, 10° 36′ 19″ O    | Torgebäude    |              | 33978506 | BW   |
| Unterpfarrwinkel 5 52° 1′ 56″ N, 10° 36′ 18″ O    | Stall         |              | 33982116 | BW   |
| Unterpfarrwinkel 6, 7 52° 1′ 57″ N, 10° 36′ 17″ O | Wohnhaus      |              | 33975706 | BW   |
| Unterpfarrwinkel 7 52° 1′ 57″ N, 10° 36′ 19″ O    | Stall         |              | 33979869 | BW   |

### Vor dem Braunschweiger Tor
| Lage                                                    | Bezeichnung | Beschreibung | ID       | Bild |
| ------------------------------------------------------- | ----------- | ------------ | -------- | ---- |
| Vor dem Braunschweiger Tor 1 52° 2′ 0″ N, 10° 36′ 20″ O | Wohnhaus    |              | 33978344 | BW   |

### Vor dem Vorwerkstor
| Lage                                              | Bezeichnung | Beschreibung                     | ID       | Bild           |
| ------------------------------------------------- | ----------- | -------------------------------- | -------- | -------------- |
| Vor dem Vorwerkstor 52° 1′ 48″ N, 10° 36′ 11″ O   | Stadtmauer  | zwischen Dammtor und Vorwerkstor | 33978258 |                |
| Vor dem Vorwerkstor 2 52° 1′ 47″ N, 10° 36′ 11″ O | Wohnhaus    |                                  | 33975916 | Weitere Bilder |

### Vorwerk
| Lage                                   | Bezeichnung             | Beschreibung                                             | ID       | Bild           |
| -------------------------------------- | ----------------------- | -------------------------------------------------------- | -------- | -------------- |
| Vorwerk 1 52° 1′ 45″ N, 10° 36′ 19″ O  | Wohn- und Geschäftshaus |                                                          | 33976003 | Weitere Bilder |
| Vorwerk 2 52° 1′ 46″ N, 10° 36′ 17″ O  | Wohnhaus                | zu dem Haus gehören auch die beiden Hintergebäude rechts | 33976025 | Weitere Bilder |
| Vorwerk 3 52° 1′ 45″ N, 10° 36′ 18″ O  | Wohnhaus                |                                                          | 33976047 | Weitere Bilder |
| Vorwerk 4 52° 1′ 46″ N, 10° 36′ 16″ O  | Wohnhaus                |                                                          | 33976069 | Weitere Bilder |
| Vorwerk 5 52° 1′ 45″ N, 10° 36′ 18″ O  | Wohnhaus                |                                                          | 33976092 | BW             |
| Vorwerk 6 52° 1′ 46″ N, 10° 36′ 16″ O  | Wohn- und Geschäftshaus |                                                          | 33976114 | Weitere Bilder |
| Vorwerk 8 52° 1′ 46″ N, 10° 36′ 16″ O  | Wohnhaus                |                                                          | 33976136 | Weitere Bilder |
| Vorwerk 9 52° 1′ 45″ N, 10° 36′ 16″ O  | Gaststätte              |                                                          | 33976158 | Weitere Bilder |
| Vorwerk 9 52° 1′ 45″ N, 10° 36′ 16″ O  | Nebengebäude            |                                                          | 33979476 | Weitere Bilder |
| Vorwerk 9a 52° 1′ 44″ N, 10° 36′ 15″ O | Wohnhaus                |                                                          | 33976181 | BW             |
| Vorwerk 10 52° 1′ 46″ N, 10° 36′ 15″ O | Wohnhaus                |                                                          | 33976204 | BW             |
| Vorwerk 11 52° 1′ 45″ N, 10° 36′ 16″ O | Wohnhaus                |                                                          | 33976226 | BW             |
| Vorwerk 12 52° 1′ 46″ N, 10° 36′ 15″ O | Wohnhaus                |                                                          | 33976248 | BW             |
| Vorwerk 13 52° 1′ 45″ N, 10° 36′ 15″ O | Wohnhaus                |                                                          | 33976270 | BW             |
| Vorwerk 14 52° 1′ 46″ N, 10° 36′ 15″ O | Wohnhaus                |                                                          | 33976292 | BW             |
| Vorwerk 15 52° 1′ 45″ N, 10° 36′ 14″ O | Wohn- und Geschäftshaus |                                                          | 33976314 | BW             |
| Vorwerk 15 52° 1′ 45″ N, 10° 36′ 14″ O | Scheune                 |                                                          | 33979405 | BW             |
| Vorwerk 16 52° 1′ 46″ N, 10° 36′ 14″ O | Wohnhaus                |                                                          | 33976337 | BW             |
| Vorwerk 17 52° 1′ 46″ N, 10° 36′ 13″ O | Wohnhaus                |                                                          | 33976366 | BW             |
| Vorwerk 18 52° 1′ 47″ N, 10° 36′ 13″ O | Wohnhaus                |                                                          | 33976389 | BW             |
| Vorwerk 19 52° 1′ 46″ N, 10° 36′ 13″ O | Wohnhaus                |                                                          | 33976411 | BW             |
| Vorwerk 20 52° 1′ 46″ N, 10° 36′ 13″ O | Wohnhaus                |                                                          | 33976433 | Weitere Bilder |
| Vorwerk 20 52° 1′ 46″ N, 10° 36′ 14″ O | Nebengebäude            |                                                          | 33981622 |                |
| Vorwerk 21 52° 1′ 46″ N, 10° 36′ 12″ O | Wohnhaus                |                                                          | 33976456 | Weitere Bilder |
| Vorwerk 22 52° 1′ 46″ N, 10° 36′ 13″ O | Wohnhaus                |                                                          | 33976478 |                |
| Vorwerk 23 52° 1′ 46″ N, 10° 36′ 12″ O | Wohnhaus                |                                                          | 33976500 | Weitere Bilder |
| Vorwerk 23 52° 1′ 46″ N, 10° 36′ 11″ O | Nebengebäude            |                                                          | 33979499 |                |
| Vorwerk 24 52° 1′ 46″ N, 10° 36′ 13″ O | Wohnhaus                |                                                          | 33976527 | Weitere Bilder |
| Vorwerk 24 52° 1′ 47″ N, 10° 36′ 13″ O | Anbau                   |                                                          | 33981138 | BW             |

### Vorwerkswinkel
| Lage                                         | Bezeichnung  | Beschreibung | ID       | Bild |
| -------------------------------------------- | ------------ | ------------ | -------- | ---- |
| Vorwerkswinkel 1 52° 1′ 44″ N, 10° 36′ 14″ O | Wohnhaus     |              | 33976550 | BW   |
| Vorwerkswinkel 1 52° 1′ 44″ N, 10° 36′ 13″ O | Scheune      |              | 33978888 | BW   |
| Vorwerkswinkel 2 52° 1′ 45″ N, 10° 36′ 12″ O | Wohnhaus     |              | 33979638 |      |
| Vorwerkswinkel 4 52° 1′ 44″ N, 10° 36′ 13″ O | Wohnhaus     |              | 33976595 |      |
| Vorwerkswinkel 6 52° 1′ 44″ N, 10° 36′ 12″ O | Wohnhaus     |              | 33976617 |      |
| Vorwerkswinkel 6 52° 1′ 44″ N, 10° 36′ 13″ O | Nebengebäude |              | 33979429 | BW   |

### Wasserstraße
| Lage                                                | Bezeichnung                  | Beschreibung                                  | ID       | Bild           |
| --------------------------------------------------- | ---------------------------- | --------------------------------------------- | -------- | -------------- |
| Wasserstraße 1 52° 1′ 49″ N, 10° 36′ 19″ O          | Wohnhaus                     |                                               | 33976640 | Weitere Bilder |
| Wasserstraße 3 52° 1′ 50″ N, 10° 36′ 19″ O          | Wohnhaus                     |                                               | 33976662 | Weitere Bilder |
| Wasserstraße 3 52° 1′ 50″ N, 10° 36′ 19″ O          | Anbau                        |                                               | 33981184 | Weitere Bilder |
| Wasserstraße 5 52° 1′ 50″ N, 10° 36′ 19″ O          | Wohnhaus                     |                                               | 33976685 | Weitere Bilder |
| Wasserstraße 6 52° 1′ 52″ N, 10° 36′ 20″ O          | Wohnhaus                     |                                               | 33976707 | Weitere Bilder |
| Wasserstraße 7 52° 1′ 50″ N, 10° 36′ 19″ O          | Wohnhaus                     |                                               | 33976729 | Weitere Bilder |
| Wasserstraße 7 52° 1′ 50″ N, 10° 36′ 18″ O          | Nebengebäude                 |                                               | 33979615 | BW             |
| Wasserstraße 8 52° 1′ 52″ N, 10° 36′ 20″ O          | Brauhaus - „Prinzeß Ilse“    |                                               | 33976752 | BW             |
| Wasserstraße 9 52° 1′ 51″ N, 10° 36′ 19″ O          | Wohnhaus                     |                                               | 33976792 | Weitere Bilder |
| Wasserstraße 10 52° 1′ 52″ N, 10° 36′ 20″ O         | Wohn- und Geschäftshaus      |                                               | 33976815 | Weitere Bilder |
| Wasserstraße 11 52° 1′ 51″ N, 10° 36′ 18″ O         | Nebengebäude                 |                                               | 33979220 | BW             |
| Wasserstraße 11 52° 1′ 51″ N, 10° 36′ 19″ O         | Wohnhaus                     |                                               | 33976837 | Weitere Bilder |
| Wasserstraße 12 52° 1′ 53″ N, 10° 36′ 20″ O         | Wohnhaus                     |                                               | 33976860 | Weitere Bilder |
| Wasserstraße 13 52° 1′ 51″ N, 10° 36′ 19″ O         | Wohnhaus                     |                                               | 33976887 | Weitere Bilder |
| Wasserstraße 14 52° 1′ 53″ N, 10° 36′ 20″ O         | Wohnhaus                     |                                               | 33976911 | Weitere Bilder |
| Wasserstraße 15 52° 1′ 52″ N, 10° 36′ 19″ O         | Wohnhaus                     |                                               | 33976935 | Weitere Bilder |
| Wasserstraße 16a 52° 1′ 53″ N, 10° 36′ 20″ O        | Wohn- und Geschäftshaus      |                                               | 33976958 | Weitere Bilder |
| Wasserstraße 16b 52° 1′ 53″ N, 10° 36′ 22″ O        | Wohnhaus                     |                                               | 33976980 | BW             |
| Wasserstraße 16b 52° 1′ 53″ N, 10° 36′ 21″ O        | Scheune                      |                                               | 33978740 | BW             |
| Wasserstraße 17 52° 1′ 52″ N, 10° 36′ 19″ O         | Wohnhaus                     |                                               | 33977003 | Weitere Bilder |
| Wasserstraße 18/20 52° 1′ 53″ N, 10° 36′ 20″ O      | Wohnhaus                     |                                               | 33977025 | Weitere Bilder |
| Wasserstraße 18 52° 1′ 53″ N, 10° 36′ 21″ O         | Nebengebäude                 |                                               | 33980508 | BW             |
| Wasserstraße 19 52° 1′ 52″ N, 10° 36′ 19″ O         | Wohnhaus                     |                                               | 33977048 |                |
| Wasserstraße 21 52° 1′ 52″ N, 10° 36′ 19″ O         | Wohn- und Geschäftshaus      |                                               | 33977091 | Weitere Bilder |
| Wasserstraße 21 52° 1′ 52″ N, 10° 36′ 18″ O         | Backhaus                     |                                               | 33981207 | BW             |
| Wasserstraße 22 52° 1′ 54″ N, 10° 36′ 20″ O         | Wohnhaus                     |                                               | 33977114 | Weitere Bilder |
| Wasserstraße 23 52° 1′ 53″ N, 10° 36′ 19″ O         | Wohn- und Geschäftshaus      |                                               | 33977136 | Weitere Bilder |
| Wasserstraße 23 52° 1′ 53″ N, 10° 36′ 19″ O         | Anbau                        |                                               | 33981161 | Weitere Bilder |
| Wasserstraße 24 52° 1′ 54″ N, 10° 36′ 21″ O         | Wohnhaus                     |                                               | 33977159 | Weitere Bilder |
| Wasserstraße 24 52° 1′ 54″ N, 10° 36′ 21″ O         | Hofanlage                    |                                               | 33980345 | BW             |
| Wasserstraße 24 52° 1′ 54″ N, 10° 36′ 22″ O         | Nebengebäude                 |                                               | 33981813 | Weitere Bilder |
| Wasserstraße 25 52° 1′ 53″ N, 10° 36′ 19″ O         | Wohnhaus                     |                                               | 33977188 | Weitere Bilder |
| Wasserstraße 26 52° 1′ 54″ N, 10° 36′ 23″ O         | Wohnhaus                     |                                               | 33977211 | BW             |
| Wasserstraße 27 52° 1′ 54″ N, 10° 36′ 19″ O         | Wohnhaus                     |                                               | 33977233 | Weitere Bilder |
| Wasserstraße 27 52° 1′ 54″ N, 10° 36′ 18″ O         | Nebengebäude                 |                                               | 33979196 | BW             |
| Wasserstraße 28 52° 1′ 55″ N, 10° 36′ 23″ O         | Wohnhaus                     |                                               | 33977256 | BW             |
| Wasserstraße 29 52° 1′ 54″ N, 10° 36′ 19″ O         | Wohnhaus                     |                                               | 33977278 | Weitere Bilder |
| Wasserstraße 29 52° 1′ 54″ N, 10° 36′ 19″ O         | Anbau                        |                                               | 33981115 | BW             |
| Wasserstraße 30 52° 1′ 55″ N, 10° 36′ 21″ O         | Wohnhaus                     |                                               | 33977301 | Weitere Bilder |
| Wasserstraße 30 52° 1′ 55″ N, 10° 36′ 22″ O         | Nebengebäude                 |                                               | 33979170 | BW             |
| Wasserstraße 31 52° 1′ 54″ N, 10° 36′ 20″ O         | Wohnhaus                     |                                               | 33977324 |                |
| Wasserstraße 32 52° 1′ 55″ N, 10° 36′ 21″ O         | Wohnhaus                     |                                               | 33977346 | Weitere Bilder |
| Wasserstraße 32 52° 1′ 55″ N, 10° 36′ 22″ O         | Nebengebäude                 |                                               | 33979144 | BW             |
| Wasserstraße 32 52° 1′ 55″ N, 10° 36′ 21″ O         | Nebengebäude                 | abgerissen                                    | 33979243 | BW             |
| Wasserstraße 33 52° 1′ 55″ N, 10° 36′ 20″ O         | Brauhaus                     |                                               | 33977369 | Weitere Bilder |
| Wasserstraße 33 52° 1′ 55″ N, 10° 36′ 19″ O         | Hintergebäude                |                                               | 33980416 | BW             |
| Wasserstraße 34 52° 1′ 55″ N, 10° 36′ 21″ O         | Wohnhaus                     |                                               | 33977392 | Weitere Bilder |
| Wasserstraße 34 52° 1′ 55″ N, 10° 36′ 22″ O         | Nebengebäude                 |                                               | 33979144 | BW             |
| Wasserstraße 35 52° 1′ 55″ N, 10° 36′ 20″ O         | Wohnhaus                     |                                               | 33977415 | Weitere Bilder |
| Wasserstraße 36 52° 1′ 56″ N, 10° 36′ 22″ O         | Wohnhaus                     |                                               | 33977437 | Weitere Bilder |
| Wasserstraße 36 52° 1′ 56″ N, 10° 36′ 22″ O         | Hintergebäude                |                                               | 33980531 | BW             |
| Wasserstraße 37 52° 1′ 55″ N, 10° 36′ 20″ O         | Wohn- und Geschäftshaus      |                                               | 33977459 | Weitere Bilder |
| Wasserstraße 38 52° 1′ 56″ N, 10° 36′ 22″ O         | Wohnhaus                     |                                               | 33977480 | Weitere Bilder |
| Wasserstraße 39 52° 1′ 55″ N, 10° 36′ 20″ O         | Wohnhaus                     |                                               | 33977502 | Weitere Bilder |
| Wasserstraße 40 52° 1′ 56″ N, 10° 36′ 22″ O         | Wohn- und Geschäftshaus      |                                               | 33977523 | Weitere Bilder |
| Wasserstraße 41 52° 1′ 56″ N, 10° 36′ 20″ O         | Wohnhaus                     |                                               | 33977544 | Weitere Bilder |
| Wasserstraße 41 52° 1′ 56″ N, 10° 36′ 20″ O         | Anbau                        |                                               | 33980954 | BW             |
| Wasserstraße 41 52° 1′ 56″ N, 10° 36′ 20″ O         | Nebengebäude                 |                                               | 33981645 | BW             |
| Wasserstraße 42 52° 1′ 57″ N, 10° 36′ 22″ O         | Wohnhaus                     |                                               | 33977566 | Weitere Bilder |
| Wasserstraße 43 52° 1′ 57″ N, 10° 36′ 20″ O         | Wohnhaus                     |                                               | 33977587 | Weitere Bilder |
| Wasserstraße 44 52° 1′ 57″ N, 10° 36′ 23″ O         | Wohnhaus                     |                                               | 33977608 | BW             |
| Wasserstraße 44 52° 1′ 56″ N, 10° 36′ 23″ O         | Scheune                      |                                               | 33978786 | BW             |
| Wasserstraße 45, 47, 49 52° 1′ 57″ N, 10° 36′ 21″ O | Wohnhaus                     | Ackerbürgerhauses mit reicher Renaissancezier | 33977630 | Weitere Bilder |
| Wasserstraße 46 52° 1′ 57″ N, 10° 36′ 22″ O         | Wohnhaus                     |                                               | 33977668 | Weitere Bilder |
| Wasserstraße 48 52° 1′ 58″ N, 10° 36′ 22″ O         | Wohnhaus                     |                                               | 33977711 | Weitere Bilder |
| Wasserstraße 48/50 52° 1′ 58″ N, 10° 36′ 23″ O      | Nebengebäude                 |                                               | 33980010 | BW             |
| Wasserstraße 50 52° 1′ 58″ N, 10° 36′ 22″ O         | Wohnhaus                     |                                               | 33977760 | Weitere Bilder |
| Wasserstraße 51 52° 1′ 57″ N, 10° 36′ 20″ O         | Wohnhaus                     |                                               | 33977784 | Weitere Bilder |
| Wasserstraße 51 52° 1′ 57″ N, 10° 36′ 20″ O         | Anbau                        |                                               | 33980977 | BW             |
| Wasserstraße 51 52° 1′ 57″ N, 10° 36′ 19″ O         | Hintergebäude                |                                               | 33981668 | BW             |
| Wasserstraße 52 52° 1′ 58″ N, 10° 36′ 22″ O         | Wohnhaus                     |                                               | 33977808 |                |
| Wasserstraße 53 52° 1′ 57″ N, 10° 36′ 20″ O         | Wohnhaus                     |                                               | 33977829 | Weitere Bilder |
| Wasserstraße 54 52° 1′ 59″ N, 10° 36′ 22″ O         | Wohnhaus                     |                                               | 33977850 |                |
| Wasserstraße 54 52° 1′ 58″ N, 10° 36′ 23″ O         | Scheune                      |                                               | 33980151 | BW             |
| Wasserstraße 55 52° 1′ 57″ N, 10° 36′ 20″ O         | Wohnhaus                     |                                               | 33977873 | Weitere Bilder |
| Wasserstraße 55 52° 1′ 57″ N, 10° 36′ 19″ O         | Anbau                        |                                               | 33981092 | BW             |
| Wasserstraße 56 52° 1′ 59″ N, 10° 36′ 22″ O         | Wohnhaus                     |                                               | 33977896 | Weitere Bilder |
| Wasserstraße 57 52° 1′ 58″ N, 10° 36′ 20″ O         | Wohnhaus                     |                                               | 33977918 | Weitere Bilder |
| Wasserstraße 58 52° 1′ 59″ N, 10° 36′ 22″ O         | Wohnhaus                     |                                               | 33977940 | Weitere Bilder |
| Wasserstraße 58 52° 1′ 59″ N, 10° 36′ 22″ O         | Anbau                        |                                               | 33979312 | BW             |
| Wasserstraße 59 52° 1′ 58″ N, 10° 36′ 20″ O         | Wohnhaus                     |                                               | 33977963 | Weitere Bilder |
| Wasserstraße 60 52° 1′ 59″ N, 10° 36′ 22″ O         | Wohnhaus                     |                                               | 33977985 | Weitere Bilder |
| Wasserstraße 61 52° 1′ 58″ N, 10° 36′ 20″ O         | Wohn- und Geschäftshaus      | zwei Gebäudeteile                             | 33978007 | Weitere Bilder |
| Wasserstraße 62 52° 1′ 59″ N, 10° 36′ 22″ O         | Wohn- und Geschäftshaus      |                                               | 33978029 | Weitere Bilder |
| Wasserstraße 63 52° 1′ 59″ N, 10° 36′ 20″ O         | Wohnhaus                     |                                               | 33978051 |                |
| Wasserstraße 63 52° 1′ 58″ N, 10° 36′ 19″ O         | Hintergebäude                |                                               | 33980439 | BW             |
| Wasserstraße 64 52° 2′ 0″ N, 10° 36′ 22″ O          | Wohnhaus                     |                                               | 33978074 |                |
| Wasserstraße 65 52° 1′ 59″ N, 10° 36′ 19″ O         | Wohn- und Wirtschaftsgebäude |                                               | 33978096 | BW             |
| Wasserstraße 67 52° 1′ 59″ N, 10° 36′ 19″ O         | Nebengebäude                 |                                               | 33980201 | BW             |
| Wasserstraße 67 52° 1′ 59″ N, 10° 36′ 20″ O         | Wohnhaus                     |                                               | 33978119 | BW             |
| Wasserstraße 68/69 52° 1′ 59″ N, 10° 36′ 21″ O      | Wohn- und Wirtschaftsgebäude | zwei Gebäudeteile                             | 33978142 | Weitere Bilder |
| Wasserstraße 71 52° 1′ 59″ N, 10° 36′ 21″ O         | Wohnhaus                     |                                               | 33978164 | BW             |
| Wasserstraße 73 52° 2′ 0″ N, 10° 36′ 21″ O          | Wohnhaus                     |                                               | 33978186 | Weitere Bilder |
| Wasserstraße 73 52° 2′ 0″ N, 10° 36′ 21″ O          | Anbau                        |                                               | 33981046 | BW             |

## Baudenkmalgruppe Braunschweiger Straße 1–11
| Lage                                                  | Bezeichnung                                 | Beschreibung      | ID       | Bild |
| ----------------------------------------------------- | ------------------------------------------- | ----------------- | -------- | ---- |
| Braunschweiger Straße 1-11 52° 2′ 4″ N, 10° 36′ 20″ O | Baudenkmalgruppe Braunschweiger Straße 1-11 |                   | 33967375 | BW   |
| Braunschweiger Straße 1 52° 2′ 3″ N, 10° 36′ 19″ O    | Wohnhaus                                    |                   | 33969226 | BW   |
| Braunschweiger Straße 1 52° 2′ 3″ N, 10° 36′ 19″ O    | Stall                                       |                   | 33979121 | BW   |
| Braunschweiger Straße 3 52° 2′ 4″ N, 10° 36′ 20″ O    | Wohnhaus                                    |                   | 33969249 | BW   |
| Braunschweiger Straße 5 52° 2′ 4″ N, 10° 36′ 20″ O    | Wohnhaus                                    |                   | 33969271 | BW   |
| Braunschweiger Straße 5 52° 2′ 4″ N, 10° 36′ 19″ O    | Nebengebäude                                |                   | 33979771 | BW   |
| Braunschweiger Straße 7 52° 2′ 4″ N, 10° 36′ 20″ O    | Wohnhaus                                    | zwei Gebäudeteile | 33969294 | BW   |
| Braunschweiger Straße 7 52° 2′ 5″ N, 10° 36′ 19″ O    | Nebengebäude                                |                   | 33979075 | BW   |
| Braunschweiger Straße 9 52° 2′ 5″ N, 10° 36′ 20″ O    | Wohnhaus                                    |                   | 33969317 | BW   |
| Braunschweiger Straße 9 52° 2′ 5″ N, 10° 36′ 20″ O    | Nebengebäude                                |                   | 33979098 | BW   |
| Braunschweiger Straße 11 52° 2′ 5″ N, 10° 36′ 20″ O   | Wohnhaus                                    |                   | 33969340 | BW   |
| Braunschweiger Straße 11 52° 2′ 5″ N, 10° 36′ 20″ O   | Nebengebäude                                |                   | 33979335 | BW   |

## Baudenkmalgruppe Braunschweiger Straße 33, 35, 37
| Lage                                                         | Bezeichnung                                       | Beschreibung      | ID       | Bild |
| ------------------------------------------------------------ | ------------------------------------------------- | ----------------- | -------- | ---- |
| Braunschweiger Straße 33, 35, 37 52° 2′ 10″ N, 10° 36′ 23″ O | Baudenkmalgruppe Braunschweiger Straße 33, 35, 37 |                   | 33967392 | BW   |
| Braunschweiger Straße 33 52° 2′ 9″ N, 10° 36′ 23″ O          | Wohnhaus                                          |                   | 33969389 | BW   |
| Braunschweiger Straße 33 52° 2′ 9″ N, 10° 36′ 22″ O          | Nebengebäude                                      |                   | 33979569 | BW   |
| Braunschweiger Straße 35 52° 2′ 9″ N, 10° 36′ 23″ O          | Wohnhaus                                          |                   | 33969412 | BW   |
| Braunschweiger Straße 37 52° 2′ 10″ N, 10° 36′ 23″ O         | Wohnhaus                                          | zwei Gebäudeteile | 33969435 | BW   |

## Baudenkmalgruppe Ehemaliges Krankenhaus vor dem Dammtor
| Lage                                          | Bezeichnung                                             | Beschreibung | ID       | Bild |
| --------------------------------------------- | ------------------------------------------------------- | ------------ | -------- | ---- |
| Vor dem Dammtor 16 52° 1′ 51″ N, 10° 36′ 2″ O | Baudenkmalgruppe Ehemaliges Krankenhaus vor dem Dammtor |              | 33967471 | BW   |
| Vor dem Dammtor 16 52° 1′ 51″ N, 10° 36′ 2″ O | Krankenhaus - ehemaliges Krankenhaus                    |              | 33975862 | BW   |
| Vor dem Dammtor 16 52° 1′ 52″ N, 10° 36′ 3″ O | Nebengebäude - ehemaliges Krankenhaus                   |              | 33975885 | BW   |

## Baudenkmalgruppe Gerbermühle
| Lage                                                      | Bezeichnung                  | Beschreibung | ID       | Bild |
| --------------------------------------------------------- | ---------------------------- | ------------ | -------- | ---- |
| Heinrich-Bäthmann-Straße 8/8a 52° 1′ 38″ N, 10° 36′ 12″ O | Baudenkmalgruppe Gerbermühle |              | 33967409 |      |
| Heinrich-Bäthmann-Straße 8/8a 52° 1′ 38″ N, 10° 36′ 12″ O | Gerbermühle                  |              | 33969457 |      |
| Heinrich-Bäthmann-Straße 8/8a 52° 1′ 37″ N, 10° 36′ 12″ O | Nebengebäude                 |              | 33969480 |      |

## Baudenkmalgruppe Schäferei Osterwiecker Straße
| Lage                                              | Bezeichnung                                    | Beschreibung | ID       | Bild |
| ------------------------------------------------- | ---------------------------------------------- | ------------ | -------- | ---- |
| Osterwiecker Straße 2 52° 1′ 39″ N, 10° 36′ 35″ O | Baudenkmalgruppe Schäferei Osterwiecker Straße |              | 33967440 | BW   |
| Osterwiecker Straße 2 52° 1′ 40″ N, 10° 36′ 36″ O | Wohnhaus                                       |              | 33973514 | BW   |
| Osterwiecker Straße 4 52° 1′ 40″ N, 10° 36′ 35″ O | Stall                                          |              | 33973537 | BW   |
| Osterwiecker Straße 6 52° 1′ 39″ N, 10° 36′ 36″ O | Nebengebäude                                   |              | 33973560 | BW   |

## Baudenkmalgruppe Spital Vor dem Braunschweiger Tor
| Lage                                                     | Bezeichnung                                        | Beschreibung | ID       | Bild |
| -------------------------------------------------------- | -------------------------------------------------- | ------------ | -------- | ---- |
| Vor dem Braunschweiger Tor 2 52° 2′ 1″ N, 10° 36′ 23″ O  | Baudenkmalgruppe Spital Vor dem Braunschweiger Tor |              | 33967456 | BW   |
| Vor dem Braunschweiger Tor 2 52° 2′ 1″ N, 10° 36′ 23″ O  | Wohn- und Wirtschaftsgebäude - Vordergebäude       |              | 33975751 | BW   |
| Vor dem Braunschweiger Tor 2a 52° 2′ 1″ N, 10° 36′ 23″ O | Hospital - Hintergebäude                           |              | 33975774 | BW   |

## Einzeldenkmale
| Lage                                                | Bezeichnung                  | Beschreibung | ID       | Bild           |
| --------------------------------------------------- | ---------------------------- | ------------ | -------- | -------------- |
| Brauner Schlag 4 52° 1′ 54″ N, 10° 36′ 9″ O         | Wohnhaus                     |              | 33969163 | BW             |
| Brauner Schlag 5 52° 1′ 53″ N, 10° 36′ 7″ O         | Wohnhaus                     |              | 33969184 | BW             |
| Brauner Schlag 6 52° 1′ 57″ N, 10° 36′ 12″ O        | Wohnhaus                     |              | 33969205 | BW             |
| Braunschweiger Straße 24 52° 2′ 7″ N, 10° 36′ 23″ O | Wohn- und Wirtschaftsgebäude |              | 33969363 | BW             |
| Hopfenweg 18 52° 1′ 44″ N, 10° 35′ 54″ O            | Wohnhaus                     |              | 33971188 | BW             |
| Judengasse 52° 1′ 36″ N, 10° 36′ 24″ O              | Jüdischer Friedhof Hornburg  |              | 33971209 | Weitere Bilder |
| Vor dem Dammtor 2 52° 1′ 52″ N, 10° 36′ 9″ O        | Wohnhaus                     |              | 33975797 | BW             |
| Vor dem Dammtor 8 52° 1′ 50″ N, 10° 36′ 5″ O        | Wohnhaus                     |              | 33975820 | BW             |
| Vor dem Dammtor 14 52° 1′ 49″ N, 10° 36′ 3″ O       | Wohnhaus                     |              | 33975841 |                |
| Vor dem Vorwerkstor 3 52° 1′ 47″ N, 10° 36′ 6″ O    | Wohnhaus                     |              | 33975938 | BW             |
| Vor dem Vorwerkstor 4 52° 1′ 48″ N, 10° 36′ 8″ O    | Wohnhaus                     |              | 33975961 | BW             |
| Vor dem Vorwerkstor 6 52° 1′ 49″ N, 10° 36′ 7″ O    | Wohnhaus                     |              | 33975982 | BW             |